# Penstemon albertinus
Penstemon albertinus är en grobladsväxtart som beskrevs av Edward Lee Greene. Penstemon albertinus ingår i släktet penstemoner, och familjen grobladsväxter. Inga underarter finns listade i Catalogue of Life.

## Bildgalleri

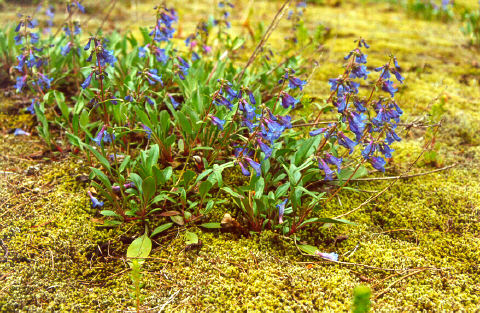
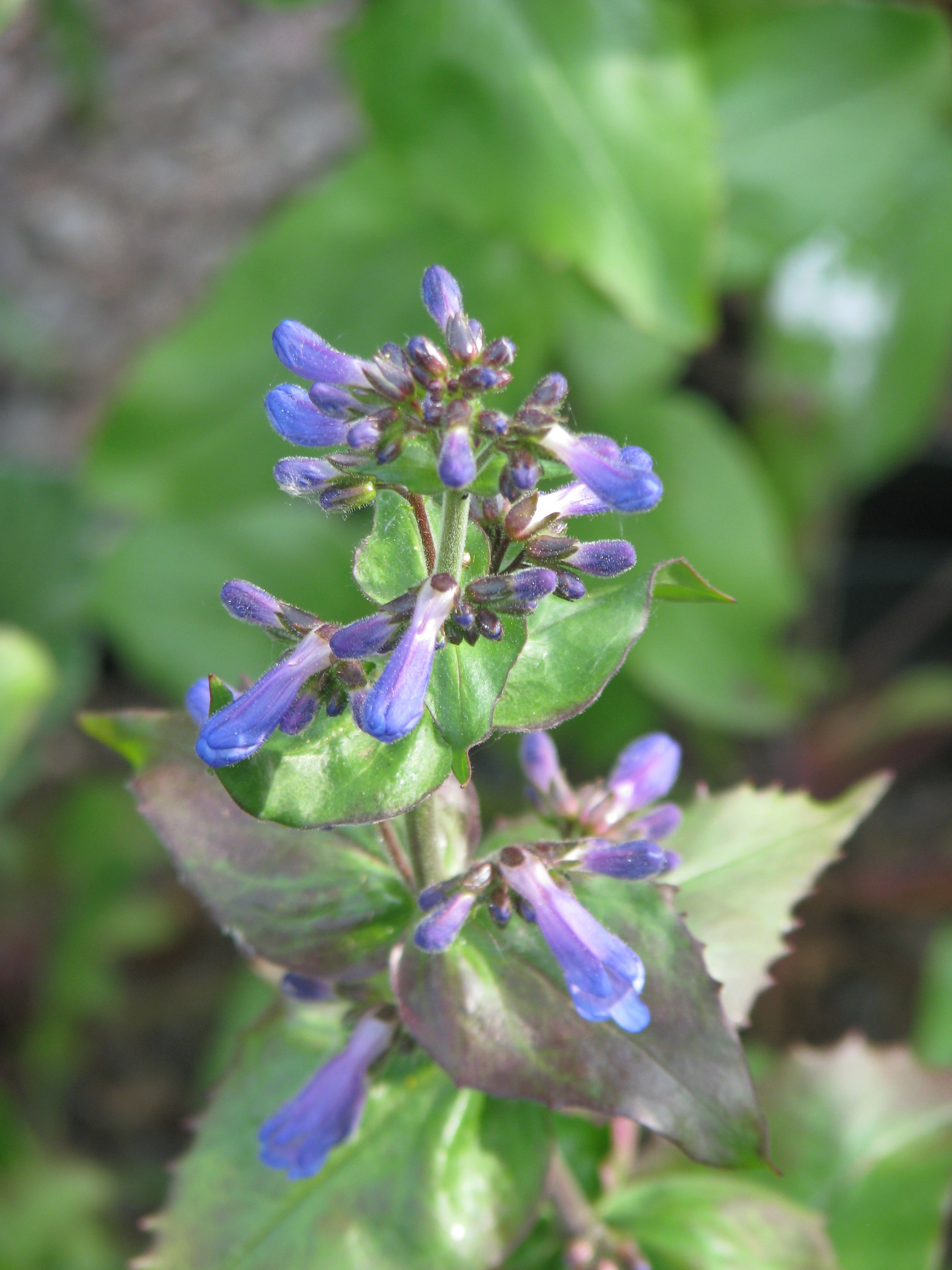